# Columbina inca
Columbina inca е вид птица от семейство Гълъбови (Columbidae).

## Разпространение
Видът е разпространен в Гватемала, Коста Рика, Мексико, Никарагуа, Салвадор, САЩ и Хондурас.